# Radostów Średni

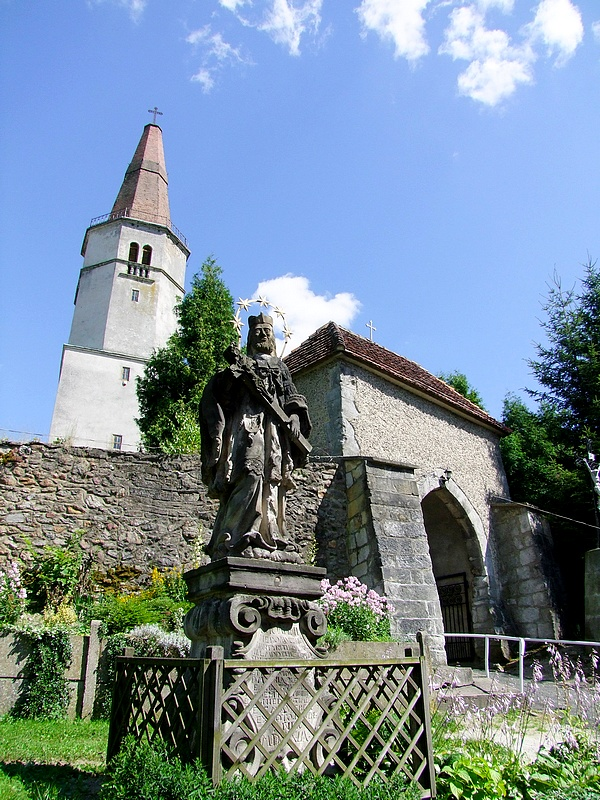
Dreikönigskirche in Mittel Thiemendorf

Radostów Średni (deutsch Mittel Thiemendorf) ist ein Ort in der Landgemeinde Lubań (Lauban) im Powiat Lubański der Woiwodschaft Niederschlesien in Polen.
Von 1815 bis 1945 gehörte Mittel Thiemendorf zum Kreis Lauban der Provinz Schlesien.
1975 bis 1998 gehörte Radostów Średni zur Woiwodschaft Jelenia Góra.

## Sehenswürdigkeiten
- Filialkirche der hll. Drei Könige aus dem Jahre 1606, mit einem Turm aus dem Jahre 1824
- Schlosskomplex aus dem 16. bis 19. Jahrhundert mit dem dazugehörigen Park[1]

## Organisationen
- Folkloregruppe „Marysieńki“
- Freiwillige Feuerwehr